# Megapodius decollatus
Il megapodio della Nuova Guinea o megapodio papua  (Megapodius decollatus Oustalet, 1823) è un uccello galliforme della famiglia Megapodiidae.

## Descrizione
Questo megapodio misura 33–35 cm.

## Distribuzione e habitat
Megapodius decollatus è un endemismo della Nuova Guinea (Indonesia e Papua Nuova Guinea).

## Conservazione
La IUCN Red List classifica Megapodius decollatus come specie a basso rischio (Least Concern).